# Clopton Havers
Clopton Havers (Stambourne, Essex 24 de febrero de 1657 - 1702) fue un médico anatomista inglés que realizó investigaciones pioneras sobre la microestructura del hueso. Se cree que fue la primera persona que observó y ciertamente la primera que describió los denominados canales Haversianos y fibras de Sharpey.

## Biografía
Su padre llamado Henrio se cree probablemente fue un clérigo no-conformista, natural de Essex, que sirvió como capellán por una época al Condado de Warwick y fue vicario de Chipping Ongar alrededor del año 1643. Posteriormente lo designaron ministro en Fifield (1649-50) y rector de Stambourne en 1651. Después de la restauración de Carlos II de Inglaterra en 1662, lo expulsaron del ministerio por sus opiniones no-conformistas.
Murió en Willingale, Essex en 1702 y fue enterrado en Willingale Doe. Se había casado con Dorcas Fuller, hija de Thomas Fuller, el Rector de Willingale. Al menos dos de sus hijos murieron jóvenes.

## Formación
Clopton Havers fue llevado en el año 1657 y no se sabe nada de su educación temprana sólo que Richard Morton fue su profesor particular, otro no-conformista que había servido como capellán en la New College de Oxford. Lo forzaron a renunciar su puesto administrativo cuando el Acta de Uniformidad de 1662 incorporándose entonces a la profesión médica. 
En 1670 él recibió a grado del Doctor en Medicina de la Universidad de Oxford y ocho años más tarde fue elegido un miembro del Colegio Real de Médicos (Royal College of Physicians). En 1668 lo alistaron como estudiante en el St Catharine's College (Cambridge), y estudió allí por una época. Salió de la universidad, sin embargo, sin recibirse. El 28 de julio de 1684, fue admitido al colegio de médicos de Londres, con licencia para ejercer la medicina dondequiera en Inglaterra excepto en la ciudad de Londres o a siete millas de ella, con la cláusula posterior que él podría ejercer en Oxford o Cambridge solamente si conseguía una licencia especial o si obtuviera un grado de médico.
En el año siguiente, 1685, Havers, según el "álbum Studiosorum," fue alistado como estudiante en la universidad de Utrecht y presentó una tesis con la que obtuvo el grado del doctor en medicina de esa universidad. El 15 de diciembre de 1686, Havers fue elegido miembro de la sociedad real.

### Trabajos de investigación
No fue sino hasta el 22 de diciembre de 1687, que Havers consiguió su licencia del Colegio Real de Médicos y podía ejercer en Londres (probablemente en la calle de Fenchurch). Se dedicó entonces al estudio de la anatomía haciéndolo su interés especial y en reuniones de la Sociedad Real presentó los papeles siguientes:
- El 7 de agosto y el 23 de octubre de 1689: el primer discurso de la membrana, la naturaleza, componentes, y estructura interna de los huesos;
- El 30 de octubre y 13 de noviembre de 1689, el segundo discurso de Acreción y Nutrición;
- El 29 de enero de 1689, el tercer discurso del Tuétano;
- El 20 y 27 de noviembre de 1689, el cuarto discurso de las Glándulas Mucilaginosas;
- El 13 de agosto de 1690, "el quinto discurso de los cartílagos."

Estas cinco conferencias fueron publicadas en un libro en 1691, bajo el título de Nova de Osteologia. Otra edición inglesa apareció en 1729, 27 años después de la muerte del autor. 

### Los canales Haversianos

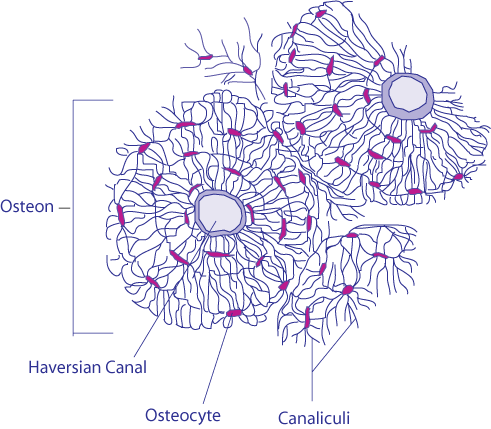
Ilustración de los canales Haversianos en el hueso.

El trabajo de Havers culminó en la descripción de poros microscópicos formados en el hueso que atraviesan el hueso en sentido longitudinal, que son las más numerosas y en sentido transversal. Havers asumió que los canales así descritos tenían como función el transporte del «Aceite Óseo».
Resulta probable que el pionero microscopista Anton van Leeuwenhoek ya había observado estos poros óseas antes de Havers. En una carta publicada a la Real Sociedad en 1674 de sus estudios de huesos vacunos. Sin embargo, Leeuwenhoek no hace ningún otro comentario sobre sus observaciones, poniendo en controversia si lo que había observado eran los mismos canales descritos por Havers.
El lugar que Havers ocupa como pionero en la osteogenia y la importancia de su trabajo se pueden estimar solamente en lo referente a los tiempos en los cuales él emprendió sus investigaciones. Su libro sobre Osteología ocupa un lugar permanente en literatura médica puesto que fue un trabajo lleno de especulaciones atrevidas, basadas en el razonamiento cuidadoso de los resultados de ingeniosos experimento y de la observación exacta.

## Publicaciones
El libro con los discursos Nova de Osteologia fue muy bien recibido en Inglaterra y en el continente, y se editaron tres ediciones en latín (Fráncfort 1692, Ámsterdam 1731 y Leiden 1734) lo cual es evidencia de la estima con la cual fue recibida. En la introducción al libro Havers indica sus razones de hacer esta investigación, afirmando que el campo era hasta el momento poco explorado, dando alusión que los detalles puesto por el «Divino Arquitecto» en la formación de esas estructuras debía ser más ampliamente estudiada y dilucidada.
Otra publicación de Havers titulado «un discurso corto referente al "Revoltijo"» apareció en la publicación Philosophical Transactions of the Royal Society en 1699 (vol. 21, No. 254, p. 233). Havers pareció haber dedicado todo su tiempo en el ejercicio de su profesión para permitir cualquier gran esfuerzo literario después de la publicación de su libro en 1691, al menos hasta 1698. 
En 1702 fue publicado una nueva edición del libro de Spaher y de Remmelin, un examen del microsoma, o de la anatomía de los cuerpos del hombre y de la mujer, con ediciones y correcciones por Havers. 

## Muerte
La edición del libro de Spaher y Remmelin debió haber sido el último trabajo escrito por Havers, porque en abril de 1702 cayó enfermo con un síndrome febril que resultó mortal. Lo enterraron en Willingale Doe en Essex, en el sepulcro de su suegro Thomas Fuller, un rector anterior de la parroquia. En el mismo sepulcro están los cuerpos de seis de sus niños, ningunos de los cuales quién vivió pasados los tres años. 
En el sermón fúnebre se dieron indicios del cuidado que Havers rindió a su anciano padre antes de morir, dedicando tiempo casi exclusivo por casi tres meses antes de morir éste. También se publicó un ensayo sobre el carácter personal y la dedicación de Havers a su especialidad ósea, impreso y dedicado a su viuda, Dorcas Havers.
Fiel a la costumbre de la época, Havers fue enterrado en vestimentas de lana. Una semana después de morir Havers, su hija María falleció y fue enterrada en el mismo cementerio.